# Davoser See
Davoser See är en sjö i Schweiz. Den ligger i kantonen Graubünden, i den östra delen av landet, nordöst om Davos. Davoser See ligger 1 545 meter över havet. Arean är 0,54 kvadratkilometer.
Den högsta punkten i närheten är Seehorn, 2 238 meter över havet, 1,4 km öster om Davoser See. Sjön sträcker sig 1,2 kilometer i nord-sydlig riktning, och 1,0 kilometer i öst-västlig riktning.
Trakten runt Davoser See består i huvudsak av blandskog och gräsmarker.